# イーストフェリシアナ郡 (ルイジアナ州)
イーストフェリシアナ郡（イーストフェリシアナぐん、英: East Feliciana Parish）は、アメリカ合衆国ルイジアナ州の中央部に位置する郡である。2010年国勢調査での人口は20,267人であり、2000年の21,360人から5.1％減少した。郡庁所在地はクリントン（人口1,653人）であり、同郡で人口最大の町はジャクソン（人口3,842人）である。
イーストフェリシアナ郡はバトンルージュ大都市圏に属している。

## 歴史
イーストフェリシアナ郡は1810年に設立されたフェリシアナ郡の一部だったが、1824年に東西のフェリシアナ郡に分割された。
郡内ジャクソンの町にマーガレット・ディクソン矯正施設がある。1976年に開設され、バトンルージュ市の新聞「バトンルージュ・モーニング・アドボケイト」の編集長を務め、隣接するウェストフェリシアナ郡アンゴラでルイジアナ州立刑務所の分散化を主張したマーガレット・ディクソンに因んで名付けられた。

## 地理
アメリカ合衆国国勢調査局に拠れば、郡域全面積は456平方マイル (1,181.0 km2)であり、このうち陸地453平方マイル (1,173.3 km2)、水域は2平方マイル (5.2 km2)で水域率は0.50％である。

### 主要高規格道路
- アメリカ国道61号線
- ルイジアナ州道10号線
- ルイジアナ州道19号線
- ルイジアナ州道63号線
- ルイジアナ州道67号線
- ルイジアナ州道68号線
- ルイジアナ州道69号線

### 隣接する郡
- ウィルキンソン郡 (ミシシッピ州) - 北西
- エイメット郡 (ミシシッピ州) - 北東
- セントヘレナ郡 - 東
- イーストバトンルージュ郡 - 南
- ウェストフェリシアナ郡 - 西

## 人口動態
以下は2000年の国勢調査による人口統計データである。
| 基礎データ - 人口: 21,3608人 - 世帯数: 6,699 世帯 - 家族数: 5,030 家族 - 人口密度: 18人/km2（47人/mi2） - 住居数: 7,915軒 - 住居密度: 7軒/km2（18軒/mi2） 人種別人口構成 - 白人: 51.79% - アフリカン・アメリカン: 47.08% - ネイティブ・アメリカン: 0.16% - アジア人: 0.23% - その他の人種: 0.18% - 混血: 0.54% - ヒスパニック・ラテン系: 0.74% 年齢別人口構成 - 18歳未満: 25.7% - 18-24歳: 9.3% - 25-44歳: 30.7% - 45-64歳: 23.7% - 65歳以上: 10.6% - 年齢の中央値: 36歳 - 性比（女性100人あたり男性の人口） - 総人口: 116.5 - 18歳以上: 119.4 | 世帯と家族（対世帯数） - 18歳未満の子供がいる: 35.6% - 結婚・同居している夫婦: 52.4% - 未婚・離婚・死別女性が世帯主: 18.0% - 非家族世帯: 24.9% - 単身世帯: 22.5% - 65歳以上の老人1人暮らし: 8.5% - 平均構成人数 - 世帯: 2.76人 - 家族: 3.26人 収入と家計 - 収入の中央値 - 世帯: 31,631米ドル - 家族: 37,278米ドル - 性別 - 男性: 31,804米ドル - 女性: 20,2436米ドル - 人口1人あたり収入: 15,428米ドル - 貧困線以下 - 対人口: 23.0% - 対家族数: 18.3% - 18歳未満: 28.7% - 65歳以上: 21.2% |

## 都市と町

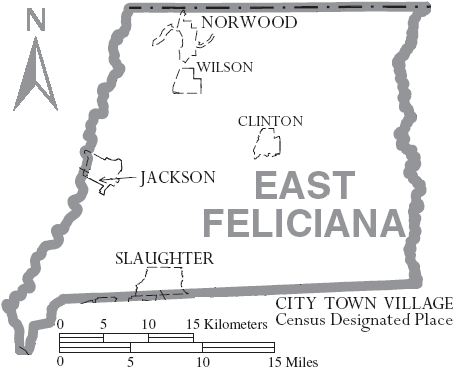
イーストフェリシアナ郡図

| - クリントン - 郡庁所在地 - ジャクソン | - ノーウッド - スローター | - ウィルソン | - エセル |

## 政府の機関
ルイジアナ州公衆安全矯正省がイーストフェリシアナ郡ジャクソンでディクソン矯正施設を運営している。

## 教育
イーストフェリシアナ郡教育委員会が郡内の公立学校を運営している。